# Geri Halliwell
Geraldine Estelle Horner-Halliwell (Watford (Hertfordshire), 6 augustus 1972) is een Britse zangeres en actrice. Ze werd bekend als Ginger Spice van de groep Spice Girls. Sinds haar huwelijk met Christian Horner in 2015 gebruikt ze de naam Geri Horner.

## Levensloop
Halliwell werd geboren als dochter van een Spaanse moeder en een Zweeds-Engelse vader. Ze werkte aanvankelijk als danseres, televisiepresentatrice in Turkije, aerobics-instructeur, schoonmaakster, barmeisje en (naakt)model.

### Spice Girls
In 1994 reageerde Halliwell op een advertentie waarin leden voor een meisjesgroep werden gezocht en werd zo lid van de Spice Girls.
Met de Spice Girls bracht ze twee succesvolle albums Spice en Spiceworld uit, gevolgd door een speelfilm Spice World. De groep was de popsensatie van de laatste helft van de jaren 1990. Halliwell had in de groep de bijnaam Ginger Spice (een verwijzing naar haar haarkleur destijds), en was de wulpse roodharige van de vijf. Als enige van de Spice Girls had ze geen zang- of dansopleiding en haar zang-en danskwaliteiten werden openlijk in twijfel getrokken.

### Solocarrière
In 1998 verliet Halliwell de Spice Girls, officieel naar aanleiding van conflicten binnen de groep. Ze ging solo verder. De overige vier Spice Girls hadden geen denderend succes meer als groep. Halliwell scoorde haar eerste solohit met Look at me in 1999 van de cd Schizophonic. Haar grootste hit scoorde ze in 2001 met It's raining men, een cover van The Weather Girls dat tevens de titelsong was van de film Bridget Jones's Diary. In deze periode raakte Halliwell veel gewicht kwijt, waardoor geruchten de ronde deden dat de zangeres zou lijden aan de eetstoornis boulimia. In haar autobiografie, If Only, bevestigt ze dat ze al sinds haar tienerjaren perioden van zowel boulimia als anorexia heeft gekend. De tweede single van haar daaropvolgende album Scream if you wanna go faster (de titelsong van het album) flopte, net als de opvolger Calling.
In 2004 werkte Halliwell vooral aan haar acteercarrière, die echter niet van de grond kwam, ondanks haar gastrol als Phoebe in de Amerikaanse hitserie Sex and the City. In december 2004 kwam in Engeland een nieuw nummer uit: Ride it. Deze single behaalde de vierde plaats in de Britse top 40. In mei 2005 werd een tweede nummer uitgebracht in Engeland: Desire, dat elektropopdeuntjes bevatte en teksten als I'm a sure fine pussycat, I ain't gonna tell you that.  De single bereikte slechts een teleurstellende 23e plaats in het Verenigd Koninkrijk.
Op 6 juni 2005 werd na drie jaar werk Halliwells derde solo-album uitgebracht: Passion. In eerdere instantie was het album vertraagd doordat de kwaliteit door de platenmaatschappij, Innocent Records (EMI), in twijfel werd getrokken. In de eerste week verkocht Passion slechts 8000 stuks. Dit zorgde ervoor dat Halliwell debuteerde op plaats 43 in de Britse albumlijst (inmiddels was Desire al gezakt naar plaats 72). Binnen 3 weken viel Passion buiten de album top 100. De volgende single, Love never loved me, werd uitgesteld vanwege onzekere tijden. Er kwamen geen nieuwe singles meer uit van het album Passion. Eind 2005 gaf Halliwell te kennen dat zij voorlopig geen nieuw materiaal wilde opnemen voor een eventueel nieuw album.

### Comeback
Op 3 oktober 2013 maakte Halliwell haar comeback als artiest. Ze trad op met haar nieuwe single Half of me tijdens de Australische The Footy Show. Het optreden viel slecht in de smaak bij het aanwezige publiek, dat er flink op los twitterde. Half of me werd alleen uitgebracht in Australië, waar ze een deal had gesloten met platenmaatschappij Sony. Van de single werden maar 393 exemplaren verkocht in heel Australië. In de bijbehorende videoclip danst Halliwell samen met levensgrote knuffelberen en mannen met ontblote bovenlichamen. Critici waren aanvankelijk weinig enthousiast over deze clip en de teksten van het nummer zoals Just like an apple / Cut down the middle I only have one matching half / I gave you the finger / You took me to dinner / And you made me laugh. Tijdens de finales van Australia's Got Talent besloot Halliwell op het laatste moment een ander nummer te zingen. Eigenlijk stond haar comebacknummer Half of me op de setlist, maar de zangeres besloot de geflopte single over te slaan. De BBC schreef dat Halliwell tijdens de show op de Australische tv Wannabe zong. Dat was de eerste hit van de Spice Girls, waar de Britse bekend en succesvol mee werd.
Op 22 november 2016 werd Halliwells vierde soloalbum Man on the mountain zonder officiële aankondiging gelekt op YouTube. Het album bevat 13 nieuwe tracks.
In 2017 bracht Halliwell de single Angels in chains uit, een eerbetoon aan haar overleden boezemvriend George Michael. De downloadopbrengsten gaan volledig naar Childline, het goede doel dat George Michael nauw aan het hart lag.

### Privé
Halliwell trouwde op 15 mei 2015 met Christian Horner. Begin 2017 kregen zij een zoon. Halliwell heeft nog een dochter uit een eerdere relatie.

## Discografie

### Albums
| Album met eventuele hitnotering(en) in de Nederlandse Album Top 100 | Datum van verschijnen | Datum van binnenkomst | Hoogste positie | Aantal weken | Opmerkingen                     |
| ------------------------------------------------------------------- | --------------------- | --------------------- | --------------- | ------------ | ------------------------------- |
| Schizophonic                                                        | 1999                  | 19-06-1999            | 76              | 2            |                                 |
| Scream if you wanna go faster                                       | 2001                  | -                     |                 |              |                                 |
| Passion                                                             | 2005                  | -                     |                 |              |                                 |
| Man on the mountain                                                 | 2016                  | -                     |                 |              | Enkel te beluisteren op YouTube |

| Album met hitnotering(en) in de Vlaamse Ultratop 200 albums | Datum van verschijnen | Datum van binnenkomst | Hoogste positie | Aantal weken | Opmerkingen |
| ----------------------------------------------------------- | --------------------- | --------------------- | --------------- | ------------ | ----------- |
| Schizophonic                                                | 1999                  | 26-06-1999            | 39              | 3            |             |

### Singles
| Single met eventuele hitnotering(en) in de Nederlandse Top 40 | Datum van verschijnen | Datum van binnenkomst | Hoogste positie | Aantal weken | Opmerkingen               |
| ------------------------------------------------------------- | --------------------- | --------------------- | --------------- | ------------ | ------------------------- |
| Look at me                                                    | 1999                  | 22-05-1999            | 24              | 5            | Nr. 26 in de Mega Top 100 |
| Mi chico latino                                               | 1999                  | 04-09-1999            | 16              | 7            | Nr. 27 in de Mega Top 100 |
| Lift me up                                                    | 1999                  | 04-12-1999            | tip12           | -            | Nr. 71 in de Mega Top 100 |
| Bag it up                                                     | 1999                  | 18-03-2000            | tip7            | -            | Nr. 62 in de Mega Top 100 |
| It's raining men                                              | 2001                  | 02-06-2001            | 4               | 13           | Nr. 3 in de Mega Top 100  |
| Scream if you wanna go faster                                 | 2001                  | 01-09-2001            | tip11           | -            | Nr. 66 in de Mega Top 100 |
| Ride it                                                       | 2005                  | 07-05-2005            | tip13           | -            |                           |

| Single met hitnotering(en) in de Vlaamse Ultratop 50 | Datum van verschijnen | Datum van binnenkomst | Hoogste positie | Aantal weken | Opmerkingen                    |
| ---------------------------------------------------- | --------------------- | --------------------- | --------------- | ------------ | ------------------------------ |
| Look at me                                           | 1999                  | 22-05-1999            | 32              | 8            |                                |
| Mi chico latino                                      | 1999                  | 21-08-1999            | tip2            | -            |                                |
| Lift me up                                           | 1999                  | 13-11-1999            | tip6            | -            |                                |
| It's raining men                                     | 2001                  | 05-05-2001            | 1(4wk)          | 21           | Best verkochte single van 2001 |
| Scream if you wanna go faster                        | 2001                  | 15-09-2001            | 18              | 7            |                                |
| Calling                                              | 2001                  | 24-11-2001            | tip3            | -            |                                |
| Ride it                                              | 2004                  | 18-12-2004            | tip3            | -            |                                |
| Desire                                               | 2005                  | 04-06-2005            | tip9            | -            |                                |